# Demografía de Hong Kong

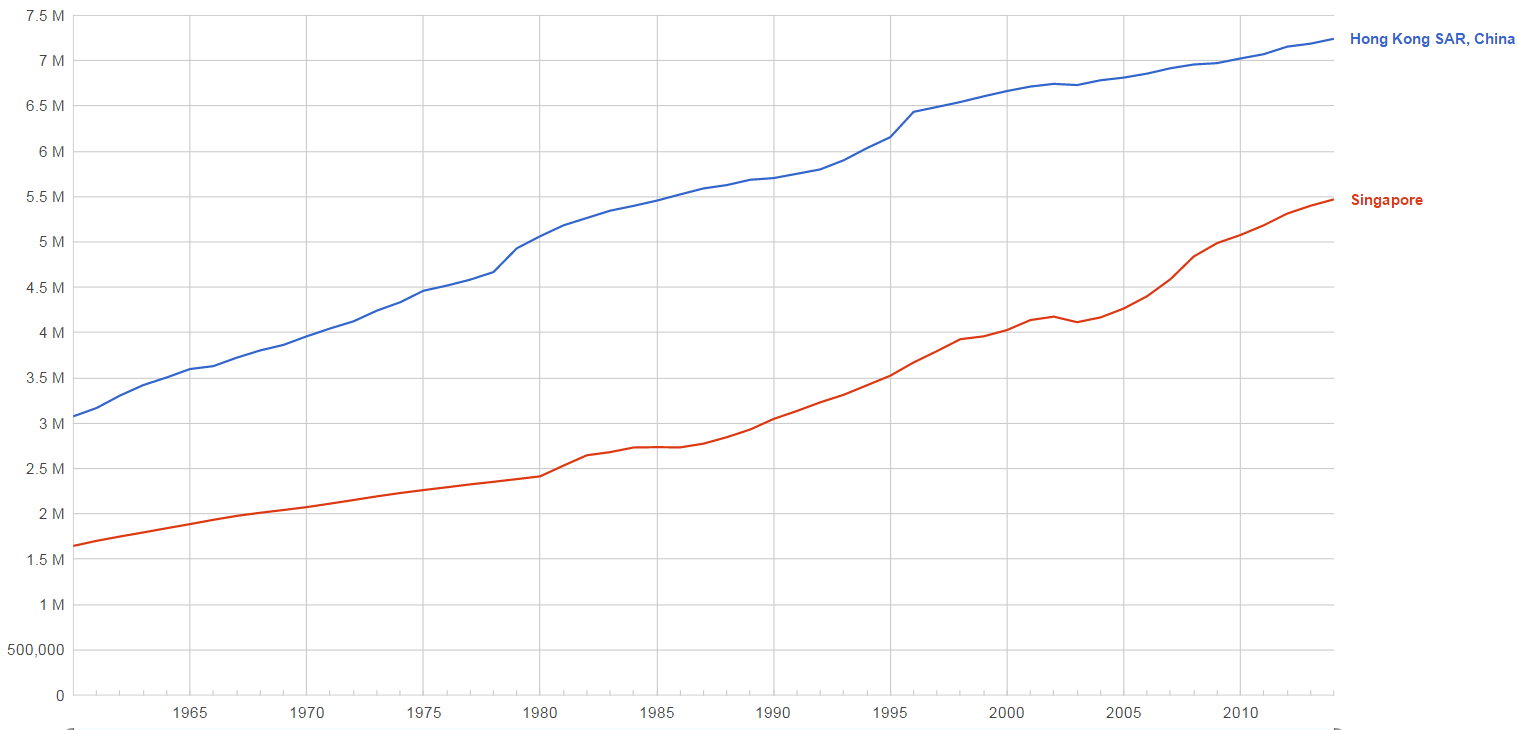
Demografía de Hong Kong (y Singapur) entre 1960 y 2015.

La población de Hong Kong experimentó un significativo crecimiento durante la década de 1990, alcanzando los 7.1 millones de habitantes en 2000. Este territorio es uno de los más densamente poblados del mundo, con una densidad poblacional promedio de 6300 por kilómetro cuadrado.

## Densidad poblacional
La proporción de habitantes en comparación con las áreas urbanizadas es aún mayor, considerando que solo una pequeña fracción del territorio se ha desarrollado. A pesar de ello, Hong Kong es una de las ciudades de Asia con más áreas verdes; la mayoría de los ciudadanos residen en apartamentos situados en altos edificios, mientras que el resto de los espacios abiertos se reservan para zonas verdes: La ciudad se caracteriza por su abundancia de parques, árboles y arbustos.
Históricamente, Kowloon ha sido el núcleo urbano con la mayor densidad de población mundial, registrando en 1991 una densidad de 1,900,000 habitantes por kilómetro cuadrado.

#### Estructura de edad
- 0-14 años 18 % (676 756 hombres; 605 434 mujeres)
- 15-64 años: 71 % (2 520 473 hombres; 2 563 355 mujeres)
- 65 años o más: 11 % (342 942 hombres; 410 342 mujeres)
- Media de edad: 34 años

#### Edad media al casarse
- Hombres: 30 años
- Mujeres: 27 años

#### Tasas de crecimiento
- Tasa de crecimiento de la población: 1,35 % (2000)
- Tasa de fertilidad: 1,27 niños/mujer
- Tasa de natalidad: 11,29 nacimientos/1000 habitantes
- Tasa de mortalidad: 5,93 muertes/1000 habitantes
- Tasa de mortalidad infantil: 5,93 muertes/1000 nacidos vivos

#### Esperanza de vida al nacer
- Total de la población: 79,54 años
- Hombres: 76,85 años
- Mujeres: 82,41 años

## Grupos étnicos
- Chinos 95 %
- Otros 5 %

## Religión
La composición religiosa incluye una mezcla de religiones locales en un 90% y cristianos en un 10%. 
El número de musulmanes en Hong Kong alcanza los 70,000.
En Hong Kong se practican todas las principales religiones, predominando el culto a los ancestros debido a la influencia del confucianismo.

## Idiomas
El chino y el inglés son idiomas oficiales.
La mayoría de la población habla cantonés, mientras que un tercio de la población habla y comprende el inglés.
Además del cantonés, en Hong Kong se hablan otros dialectos chinos; el hakka es el segundo más hablado, principalmente por personas originarias de las áreas rurales de los Nuevos Territorios. Los pescadores utilizan el chiuchowese u otros dialectos, como el hoklo.

## Educación
Por ley, los niños deben recibir educación a tiempo completo entre los 6 y los 15 años. Muchos niños comienzan la educación preescolar a los 3 años. La educación primaria inicia a los 6 años y, a los 12, comienza la educación secundaria, la cual tiene una duración de tres años.

#### Alfabetización
- Población total: 92,2 %
- Hombres: 96 %
- Mujeres: 88,2 %

Más del 90% de los niños completan el segundo nivel de secundaria, lo cual equivale a una formación profesional. Para recibir el Certificado de Educación, deben aprobar un examen estatal. El ingreso a la universidad requiere aprobar un examen de acceso.